# Kurdistan (osmansk provins)
Kurdistan (Eyâlet-i Kürdistan) var ett eyalet i Osmanska riket som upprättades 1847 efter Bedirhan Beys uppror. I provinsen var det en klar majoritet av kurder eftersom området är forntida kurdiska marker. Provinsen upplöstes 1867 med namnbyte till Diyarbakirprovinsen.
Efter bildandet av staten Turkiet år 1923 införlivades provinsen i republiken Turkiet.
Begreppet Kurdistan används numera om allt land där kurder traditionellt bor, i Turkiet, Irak, Iran och Syrien.